# Texas Lightning

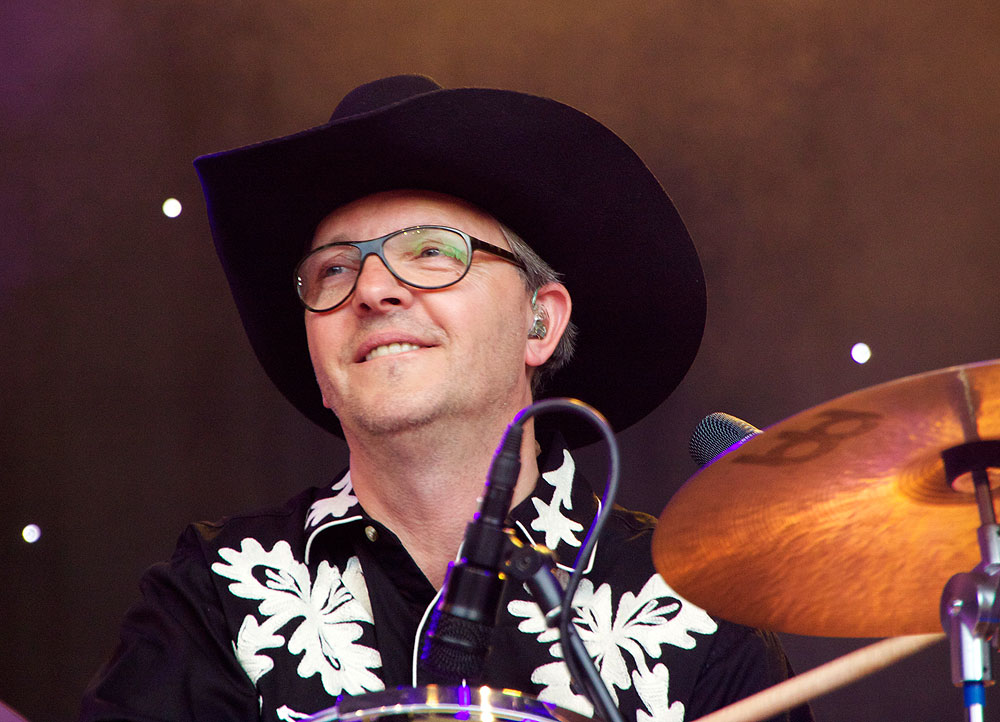
Olli Dittrich z Texas Lightning

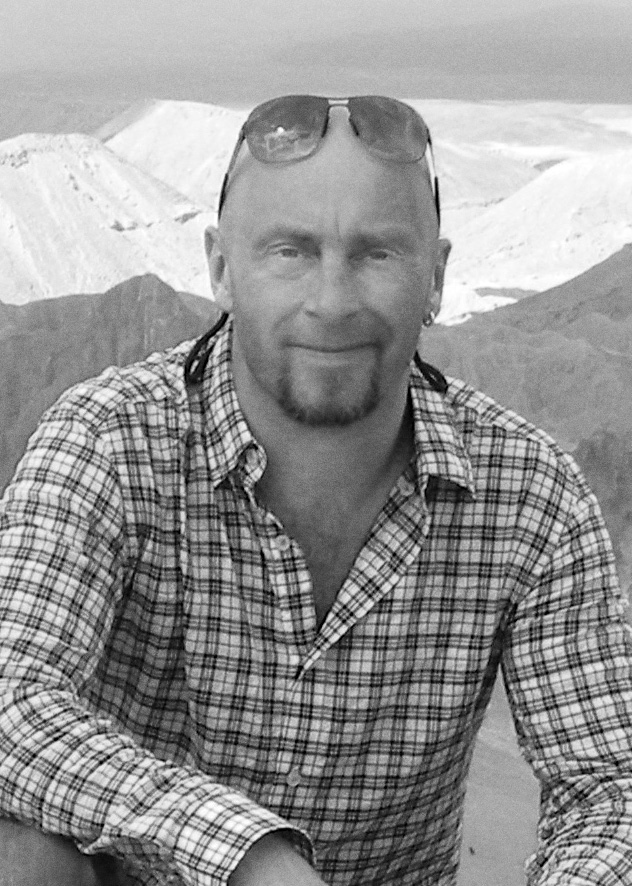
Jon Flemming Olsen z Texas Lightning

Texas Lightning – niemiecki zespół country założony w 1996 w Hamburgu. Obecnie w skład zespołu wchodzą Jane Comerford (wokal, ukelele), Malte Pittner (wokal, gitara), Olli Dittrich (wokal, perkusja), Markus Schmidt (gitara elektryczna, banjo) oraz Uwe Frenzel (kontrabas).
W 2006 r. Texas Lightning reprezentował Niemcy podczas 51. Konkursu Piosenki Eurowizji w Atenach. Piosenka „No No Never” uzyskała 36 punktów, co zaowocowało 15. miejscem w konkursie.

## Dyskografia

### Albumy
| 2005 | Meanwhile, Back at the Ranch…        | 3  | 13 | 28 |
| 2006 | Meanwhile, Back at the Golden Ranch… | 31 | −  | −  |
| 2009 | Western Bound                        | −  | −  | −  |

### Single
| 2005 | Like a Virgin Meanwhile, Back at the Ranch…    | 91 | −  | −  |
| 2006 | No No Never Meanwhile, Back at the Ranch…      | 1  | 4  | 6  |
| 2006 | I Promise Meanwhile, Back at the Golden Ranch… | 51 | 61 | 87 |
| 2009 | Seven Ways to Heaven Western Bound             | 80 | −  | −  |